# Cú lợn lưng xám

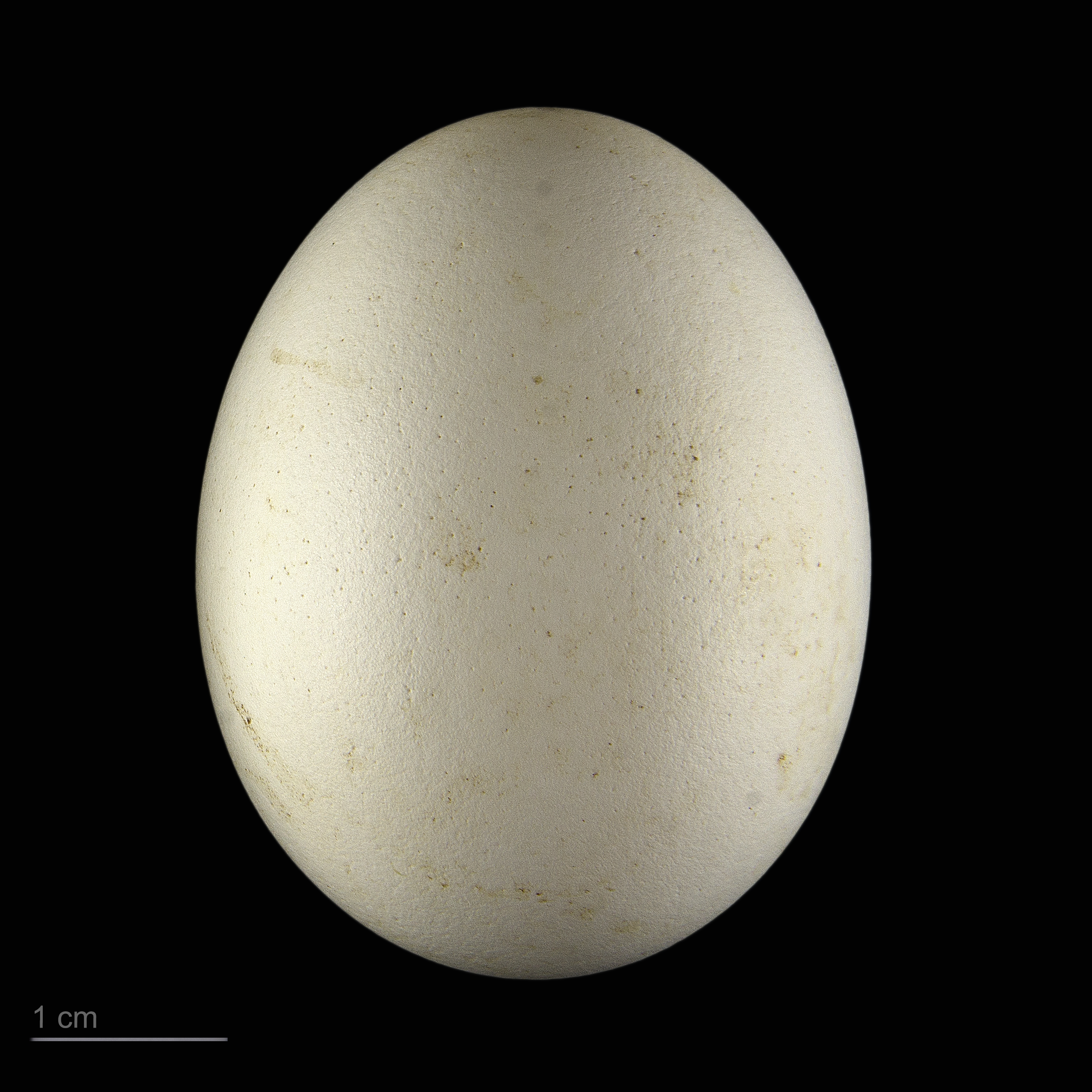
Tyto alba guttata

Cú lợn lưng xám hay Cú lợn trắng (danh pháp hai phần: Tyto alba) là loài phân bố rộng nhất của họ Cú lợn cũng như là một trong những loài phân bố rộng nhất của lớp Chim. T. alba phân bố khắp nơi trên thế giới, ngoại trừ vùng cực và sa mạc, ở châu Á về phía bắc vành đai Alpide, phần lớn Indonesia, và các đảo Thái Bình Dương.. Tại Việt Nam, loài này thường ở các đô thị, chúng làm tổ trên nóc nhà bỏ hoang hoặc trên tường cao trong nhà.
Con trưởng thành có kích thước cánh 275–323 mm, đuôi 119–127 mm, giò 68–77 mm, mỏ quắp dài 30–32 mm, mặt hình trái tim, mắt tinh ranh. Loài cú này có lông nâu hung quanh mắt, nhất là phía trước. Vòng cổ trắng mịn, mút các lông mà hung điểm nâu nhỏ ở giữa, nửa vòng dưới màu hung nâu thẫm. Mặt lưng và bao cánh lấm tấm nâu xám nhạt và trắng, giữa mút lông có điểm trắng viền nâu thẫm, mép lông hung vàng.
Thức ăn ưa thích của loài cú này là chuột.